# Isla de Cerboli
Isla de Cerboli (en italiano: Isola di Cerboli; en latín: Venaria) es un islote del archipiélago toscano situado en el canal de Piombino, y que pertenece al municipio de Rio nell'Elba, posee una superficie aproximada de 4 hectáreas (0,04 km²).
Se encuentra en el extremo nororiental de la isla de Elba y al sur de Piombino, cerca de la desembocadura del Golfo de Follonica.
Por el contexto ambiental en la que se encuentra, Cerboli se clasificó como uno de los Lugares de Interés Comunitario, junto con la cercana Isla de Palmaiola, que se encuentra al sureste.